# Tumor cerebral
El tumor cerebral es un crecimiento descontrolado de células derivadas de componentes cerebrales (tumores primarios) o de células tumorales localizadas en otras áreas del organismo (metástasis).
Los tumores pueden ser benignos o malignos, dependiendo de la rapidez de su crecimiento y de si logran resecarse o curarse mediante el tratamiento neuroquirúrgico. Las metástasis hacia el sistema nervioso central provienen, en orden de frecuencia, del pulmón, mama, piel (melanoma), riñón y gastrointestinal y tienden a crecer entre la unión de la corteza y la sustancia blanca.[cita requerida]
El tratamiento puede incluir alguna combinación de cirugía, radioterapia y quimioterapia. Si se producen convulsiones, puede ser necesaria medicación anticonvulsivante. Dexametasona y furosemida son medicamentos que pueden utilizarse para disminuir la inflamación alrededor del tumor. Algunos tumores crecen gradualmente, por lo que sólo requieren un seguimiento y posiblemente no necesiten ninguna otra intervención. Se están estudiando tratamientos que utilizan el sistema inmunitario de la persona. Los resultados de los tumores malignos varían considerablemente en función del tipo de tumor y de cuánto se haya extendido en el momento del diagnóstico. Aunque los tumores benignos solo crecen en una zona, pueden ser potencialmente mortales dependiendo de su tamaño y localización. Los glioblastomas malignos suelen tener muy mal pronóstico, mientras que los meningiomas benignos suelen tener buen pronóstico. La tasa media de supervivencia a cinco años para todos los cánceres cerebrales (malignos) en Estados Unidos es del 33%.

## Clasificación
Determinación de la malignidad según las características histológicas del tumor.
| Tumores de evolución lenta (Bajo grado) |
| Tumores de grado I benignos, de crecimiento lento y circunscritos. Tumores de grado II De crecimiento lento, pero con límites imprecisos, o de extensión.                                            |
| Tumores de evolución rápida (alto grado) |
| Tumores de grado III Tumores anaplásicos, su evolución es más rápida. Tumores de grado IV Tumores malignos, muestran signos histológicos de crecimiento muy rápido en todas las regiones examinadas. |

### Clasificación histológica de los tumores del sistema nervioso[8]
| Tumores del tejido glial | Tumores de las meninges                                           | Tumores de células germinales                                     | Tumores de la región selar                               | Otros                                                                                                 |
| Tumores astrocíticos Astrocitoma Glioblastoma multiforme Tumores oligodendrogliales Oligodendroglioma Tumores ependimales Ependimoma Tumores del plexo coroides Papilomas Carcinomas Tumores embrionarios Meduloblastoma Tumores del parénquina pineal | Meningioma Hemangiopericitoma Tumor melanocítico Hemangioblastoma | Germinoma Carcinoma embrional Teratoma Tumor del seno endodérmico | Adenoma pituitario Carcinoma pituitario Craneofaringioma | Tumores metastásicos Tumores de las vainas nerviosas Schwannoma Neurofibroma Linfoma primario del SNC |

## Causas
Se requieren estudios epidemiológicos para determinar los factores de riesgo. Aparte de la exposición al cloruro de vinilo o a la radiación ionizante, no se conocen factores ambientales asociados a los tumores cerebrales. La causa más conocida de los cánceres cerebrales es la radiación ionizante. Aproximadamente el 4 % de los cánceres cerebrales en la población general son causados por la radiación de la tomografía computarizada. Para los cánceres cerebrales que siguen a una tomografía computarizada con desfases de 2 años o más, estimamos que el 40 % son atribuibles a la radiación.
Se cree que las mutaciones y eliminaciones de genes supresores de tumores, como P53, son la causa de algunas formas de tumor cerebral. Afecciones hereditarias, como enfermedad de Von Hippel-Lindau, esclerosis tuberosa, neoplasia endocrina múltiple y neurofibromatosis tipo 2 conllevan un alto riesgo de desarrollo de tumores cerebrales. Las personas con enfermedad celíaca tienen un riesgo ligeramente mayor de desarrollar tumores cerebrales. Se ha sugerido que fumar aumenta el riesgo, pero las pruebas siguen siendo poco claras.
Aunque los estudios no han demostrado ninguna relación entre radiación de teléfonos móviles o celulares y la aparición de tumores cerebrales, la Organización Mundial de la Salud ha clasificado la radiación de los teléfonos móviles en la escala del CIIC en la Grupo 2B - posiblemente cancerígenos. La afirmación de que el uso de teléfonos móviles puede causar cáncer cerebral se basa probablemente en estudios epidemiológicos que observaron un ligero aumento del riesgo de glioma entre los grandes usuarios de teléfonos inalámbricos. Cuando se realizaron esos estudios, se utilizaban teléfonos GSM (2G). Los teléfonos modernos de tercera generación (3G) emiten, de media, alrededor del 1% de la energía emitida por los teléfonos GSM (2G) y, por lo tanto, el hallazgo de una asociación entre el uso del teléfono móvil y un mayor riesgo de cáncer cerebral no se basa en el uso actual del teléfono.

## Tumores primarios

### 1. Gliomas

#### a. Astrocitomas
Constituyen el 25-30 por ciento de los gliomas. Se presentan en los hemisferios cerebrales en los adultos y en el cerebelo en los niños.
| Clasificación de la OMS para los astrocitomas |

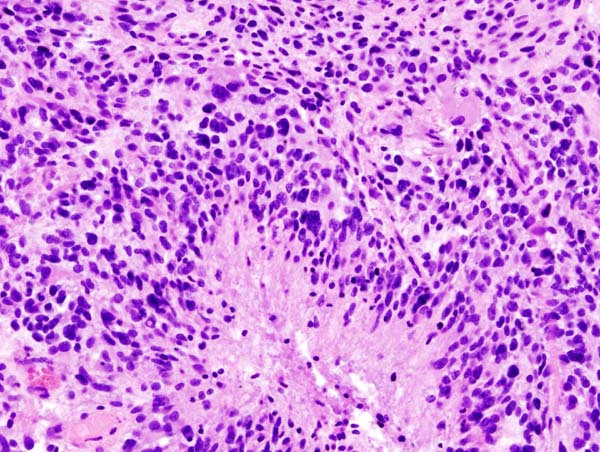
Glioblastoma multiforme, corte histológico.

| Grado I-OMS: Astrocitoma pilocítico Tumor disembrioplástico neuroepitelial Grado II-OMS: Astrocitoma difuso (de bajo grado) Grado III-OMS: Astrocitoma anaplásico Grado IV-OMS: Glioblastoma multiforme |

#### b. Oligodendroglioma
Este tipo de tumor representa el 6 por ciento de los gliomas, y suele presentarse entre la cuarta y quinta décadas de la vida. Su localización más frecuente es en los lóbulos frontal y temporal.

#### Gliomas malignos
Son los tumores cerebrales primarios más frecuentes y agresivos. Causan globalmente un 2 por ciento de las muertes por cáncer.
Los tres tipos histopatológicos más frecuentes son el glioblastoma multiforme, el astrocitoma anaplásico y el oligodendroglioma anaplásico. Estos tumores poseen una alta tasa de recidiva local tras tratamiento quirúrgico, progresando localmente, lo que finalmente termina causando la muerte del paciente. Se diseminan principalmente a través de la sustancia blanca o por vía líquido cefalorraquídeo. A diferencia del resto de las neoplasias malignas avanzadas, éstas no dan metástasis a distancia.
Glioblastoma multiforme: Constituye la forma más agresiva de los astrocitomas (tumor grado IV-OMS). Tradicionalmente se admitía que presentaba una supervivencia media, a los dos años, de aproximadamente 10 por ciento.
El tratamiento requiere un abordaje multidisciplinar que incluye cirugía, radioterapia y quimioterapia. Con uno de estos protocolos de tratamiento, el protocolo de Stupp se ha alcanzado recientemente una supervivencia del 25 % y aún más en los casos en los que se consiguió una extirpación completa. El ideal es que en el tratamiento participen especialistas en neurocirugía, neurología y oncología. Aunque el pronóstico es malo se han conseguido avances en los últimos años. Por ejemplo, la utilización de un producto (5-aminolevulinico) consigue colorear el tumor bajo luz fluorescente y mejorar la extirpación. Es recomendable impulsar la participación en ensayos clínicos para buscar nuevos tratamientos, se continúan buscando nuevos tratamientos con fármacos, inmunoterapia y virus oncolíticos.

### 2. Meningiomas
Constituyen el 15-20 por ciento de los tumores intracraneanos primarios. Son más frecuentes entre los 20 y los 60 años de edad. Se originan en las células aracnoideas de las meninges, son muy frecuentes y benignos; están encapsulados y bien limitados, aparecen en cualquier lugar del cerebro (supra e infratentorial).

## Tumores secundarios (metástasis)
Las células cancerígenas de un sitio primario pueden viajar hasta el cerebro a través del sistema circulatorio, a través de la vía linfática y del líquido cefalorraquídeo. La forma más común es la circulatoria.
El cerebro es el sitio de preferencia de metástasis del melanoma y del cáncer de las células pequeñas de pulmón. En el varón, las metástasis provienen principalmente del pulmón, del colon y del riñón. En la mujer, los casos más frecuentes son el cáncer de mama, de pulmón, de colon y el melanoma. Las metástasis espinales ocurren en el 5 por ciento de los pacientes con cáncer, más frecuentemente en el cáncer de mama, de próstata y el mieloma múltiple.

## Clínica
Los tumores cerebrales causan síntomas variados. En general, se distinguen las manifestaciones derivadas de la hipertensión intracraneal, y los síntomas secundarios a la expansión tumoral, estos últimos denominados signos focales, que dependen de la estructura anatómica afectada.
- Síntomas de hipertensión intracraneal
  - Diplopía
  - Dolor en una extremidad
  - Cefalea
  - Vómitos
  - Edema de papila y alteraciones visuales
  - Trastornos del comportamiento (irritabilidad, labilidad emocional, fallos en el discernimiento, alteraciones de la memoria, falta de iniciativa, indiferencia a las costumbres sociales.)
- Síndromes focales: Son manifestaciones que orientan la localización de la lesión.

## Diagnóstico
El diagnóstico se realiza mediante exámenes imagenológicos como la TAC o la resonancia magnética (RM), las cuales permiten conocer la localización y el tamaño del tumor y además sugerir la naturaleza del mismo, pero es la biopsia la que indica el tipo exacto de tumor.

## Tratamiento
El tratamiento de los tumores cerebrales es complejo, incluye cirugía casi siempre, y con mucha frecuencia también radioterapia y quimioterapia. La cirugía ha progresado enormemente en los últimos 50 años con la implantación de la microcirugía. Con la experiencia y la utilización de equipos cada vez más sofisticados, puede conseguirse la extirpación del tumor en una mayoría de casos por abordajes mínimamente invasivos. Los últimos microscopios tienen sistemas robotizados de soporte y utilizan fluorescencia para identificar mejor el tejido cerebral.